# Резня в Клисуре
Резня в Клисуре (греч. Σφαγή της Κλεισούρας, именуется также Холокост Клисуры (греч. Ολοκαύτωμα της Κλεισούρας:127)) — резня гражданского населения греческого села Клисура нома Кастории, совершённая 7 полком СС (7th SS Panzer Grenadier Regiment) и коллаборационистами формирования «Охрана», из числа болгароязычного меньшинства греческой Западной Македонии, во время тройной, германо-итало-болгарской, оккупации Греции, в годы Второй мировой войны.

## Клисура
Клисура - село греческого западномакедонского нома Кастории, населенеи преимущественно арумыны 
Жители села приняли участие в Греческой революции 1821 года как и во всех последующих анти-османских греческих восстаниях.. 
В годы Борьбы за Македонию были предприняты безуспешные попытки привлечь жителей Клисуры на свою сторону, как со стороны румынской, так и со стороны болгарской пропаганды. В своём большинстве жители сохранили греческую национальную ориентацию.

## Охрана
В октябре 1940 началась греко-итальянская война. Греческая армия отразила нападение Италии и перенесла военные действия на территорию Албании. Это было использовано гитлеровской Германией в качестве повода для вмешательство в войну. Вторжение Германии в Грецию, из союзной немцам Болгарии, началось 6 апреля 1941. После поражения Греции страна была разделена на 3 зоны оккупации – германскую итальянскую и болгарскую. Немцы предоставили Болгарии оккупировать греческие Восточную Македонию и Западную Фракию. Западная Македония оставалась под итальянским и немецким контролем. 
При поддержке итальянских и немецких оккупационных властей болгарский офицер Антон Калчев, получивший образование и живший в Германии, организовал в Западной Македонии отряды коллаборационистов, из числа местных болгароязычных жителей. Организация и отряды получили имя «Охрана», а также «Болгаро-македонский комитет». Отряды «Охраны» принимали участие в боях и карательных операциях против партизан «про-коммунистической  Народно-освободительной армии Греции (ЭЛАС). 
Одновременно эти отряды преследовали местное греческое население, включая идентефицирующих себя греками славофонов, арумын и беженцев из Малой Азии, видя в них препятствие для создания болгарской Македонии.

## События перед резнёй
15 февраля 1944 года Калчев, с отрядом болгарских четников, прибыл в Клисуру. Его сопровождал его сотрудник, «капитан Андреас» из греческих коллаборационистов соединения Пулоса. Калчев организовал на окраине села блокпост, в котором расположил 30 четников и заставил жителей обеспечить их одеялами и всем необходимым. Он оставил в селе своим связным капитана Андреаса, с приказом держать каждую ночь заложниками 20 жителей, с тем чтобы партизаны не совершили нападение на членов «Охраны». В тот же вечер он держал речь перед жителями, предупреждая, что «если в селе, или даже у села, появится хоть один партизан он испепелит Клисуру»:127. Через две недели, в ночь на 5 апреля, колонна немецких грузовиков с солдатами подверглась у Клисуры атаке отряда партизан  Народно-освободительной армии Греции (ЭЛАС), которым командовал Александрос Росиос («капитан Ипсилантис»). Три впереди идущих мотоциклиста были убиты, грузовики развили скорость и ушли в Касторию. До того в регионе жертвами карательных операций были только мужчины. Мужское население Клисуры предусмотрительно оставили село. В селе остались только старики, женщины и дети, полагая что им ничто не угрожает. Утром в район ночной атаки прибыли немецкие части, усиленные болгарскими четниками из Василиады (Загоричани), Верга (Бобища) и Лития (Куманичево). В последовавшем бою погибли 8 немецких солдат и немцы временно отошли. Отходя Калчев дал приказ свои четникам отрезать погибшим немецким солдатам половые органы и засунуть их им в рот. Эти детали были засвидетельствованы людьми Калчева на его послевоенном судебном процессе:128. Между тем партизаны отошли в горы. Когда вернувшиеся на поле боя немцы увидели надруганные тела своих погибших солдат, события приняли стремительный характер.

## Резня

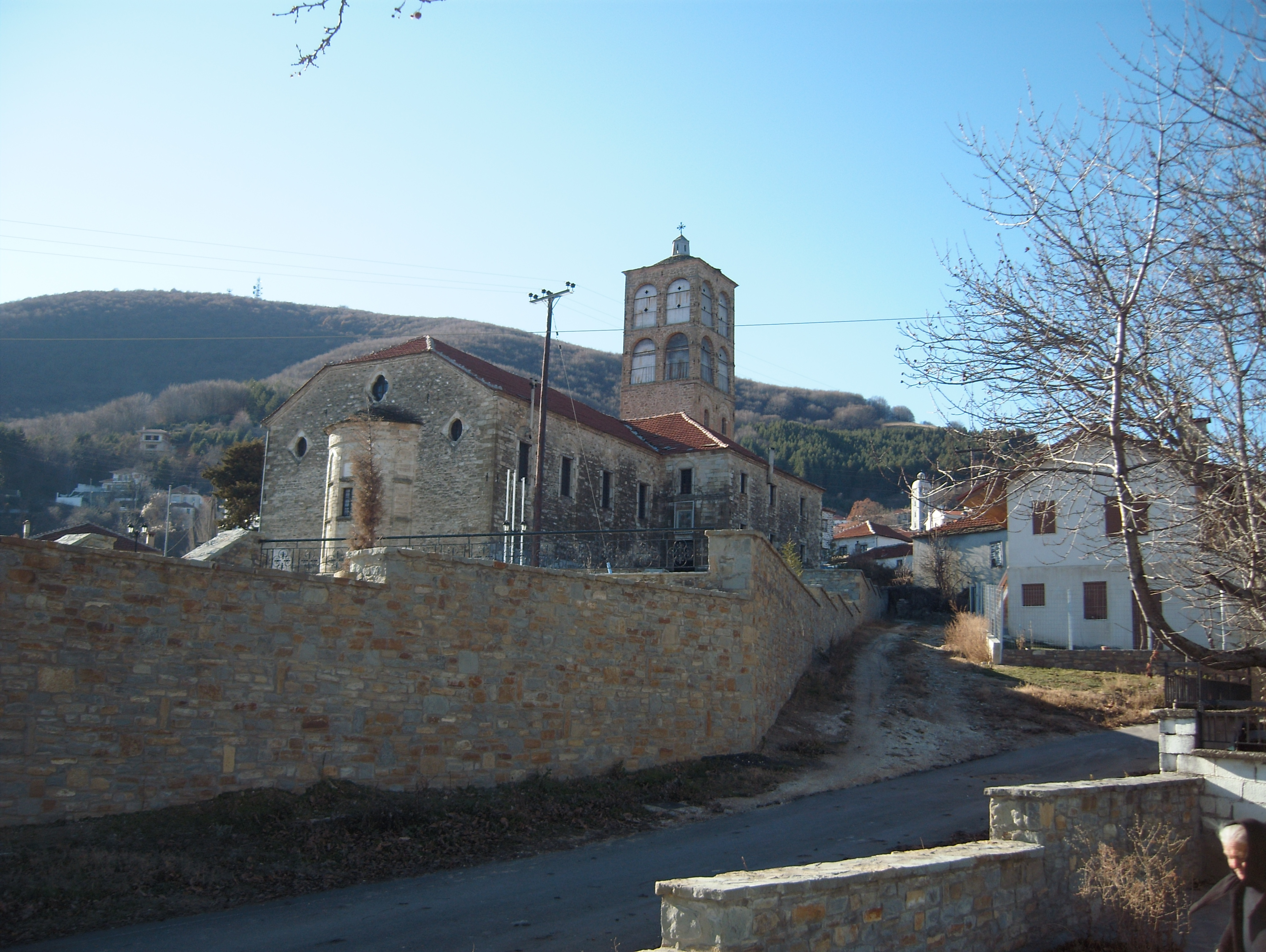
Церковь Св. Дмитрия у которой захоронены убитые в Резне Клисуры и установлен мемориал с их именами.

Около 50 грузовиков с солдатами 7 полка СС (7th SS Panzer Grenadier Regiment), под командованием полковника Карла Шумерса (Karl Schümers) и болгарскими четниками «Охраны» прибыли из Козани и Птолемаиды. В селе не было ни партизан, ни мужского населения и вероятность того, что карательные действия не затронут женщин и детей, как и предполагали жители села, была ещё высока. 
На совещании предшествоващем резне, Калчев заявил немецким комендантам Кастории, офицерам вермахта Райцелу и Хильдербрандту: «это дело рук греков. Село следует зачистить». Это заявление было подтверждено четниками Калчева на послевоенном судебном процессе. 
Немцы и болгарские четники вошли в село, ведомые болгарами, знавшими каждый дом и закоулок. Многие болгары закрывали лицо масками, чтобы остаться неопознанными, но некоторые женщины выжившие из резни опознали часть из них. 
Старик Сарифас, сумевший выбраться из села, опознал уроженца Клисуры и жителя Верги Константина Калличева, который будучи четником Калчева, периодически грабил своих бывших односельчан. 
Другими опознанными в масках были Дука из Склитро, Вудиев из Верга, Афанасий Дука, Сотир Лётика, Спиро Васильев и Данев из Василиады. 
Женщин и детей выволакивали из домов и, устанавливая в строй, расстреливали из пулемётов:128. 
Чтобы не утруждать себя взламываникем дверей, четники, в особенности Калличев, обращался к знакомым жителям «откройте двери, я пришёл вас спасать». 
Дом 95-летнего старика Дамбасиса, который не открыл двери, сожгли вместе с находившимся в нём женщинами и детьми. 
В одном только дворе были позже найдены 48 зарезанных женщин и детей. 
В доме Симоса Нондаса, из 35 зарезанных выжили только 2 детей. 
В общей сложности, были убиты 233 женщин и детей (по другим данным 258) . 
13-летняя Анна Лупа свидетельствовала на послевоенном процессе Калчева, что её тётя упрашивала четника Вудиса из Верги спасти её. Тот успокоил её и тут же вытащил нож и зарезал её на месте. 
Супруга врача Аргиропулоса кричала, чтобы ей зашили живот, откуда свешивались внутренности. Крики были приняты во внимание и её сожгли заживо. 
Даже животные села не избежали убийственного приступа солдат СС и болгарских четников. 
Немцы «работали» автоматами и пулемётами, болгары ножом. 
Животы некоторых беременных женщин были вспороты болгарскими четниками. 
По завершении резни немцы уехали в Козани и Касторию. 
За ними последовали болгары, таща с собой награбленное. 
При этом, выжившие жители, из своих укрытий, опознали болгар Гогова из Склитро, Пасхала Каллиманова, Гешова из Аминдео и других. 
Выжившие жители, число которых не превышало 50-60, бежали из села и прятались в близлежащем лесу, в пещерах и в соседнем селе Варико. 
После того как Калчев с отрядом потребовал от жителей Варико изгнать клисуриотов, иначе «и с ними будет то же самое», клисуриоты стали тайком возвращаться в своё разрушенное и занесённое снегом село:129. 
Маленькое кладбище села не могло вместить всех убитых и часть из них были похоронены во дворах своих домов. 
Сегодня все убитые жители покоятся у церкви Св. Дмитрия, где установлен монумент с их именами. 

## После резни
Резня в Клисуре получила широкую огласку и событие было оглашено радиостанциями Лондона и Каира. 
Германское командование в ответ на вербальный протест своего квислинга Раллиса попыталось опровергнуть факты. 
Karl Schümers погиб от мины греческих партизан у города Арта 18 августа того же года. 
Никто другой с немецкой стороны не понёс после войны наказания. 
Калчев бежал из Греческой Македонии в октябре 1944 года вслед за немецкой армией, но почти сразу после пересечения греко-югославской границы, недалеко от города Битола, попал в плен югоославским партизанам, которые передали его отрядам ЭЛАС. Те, в свою очередь, передали его англичанам, как и других греческих коллаборационистов. В 1948 он предстал в Салониках перед военным трибуналом, в качестве военного преступника, где заявлял, что во время резни был больным в Кастории, где за ним смотрел врач Русулис. Русулис под присягой, опроверг это заявление. 
Калчев также заявлял, что Клисуру разрушили немцы и греческие коллаборационисты. 
Однако его участие на совещании на мосту Даули, где было принято решение уничтожить Клисуру, подтвердил мэру Кастории Цамисису комендант Кастории Хильденбрандт. 
Это же подтвердили участники резни четники Цулис, Данев, Станков, Дука, которые заявили, что они были всего лишь исполнителями приказов Калчева. 
Сам Калчев объяснял своё присутствие в германо-болгарских операциях карательных операциях тем, что он отправлялся туда, чтобы «не допустить ущербы болгарским домам» :130. 
Калчев был расстрелян в Салониках 27 августа 1948 года. 
Историк Перикл Хорндроматидис утверждает, что в действительности Калчев не был расстрелян в Салониках. Он пишет, что Калчев был отправлен англичанами в Народную республику Болгарию, для совершения диверсий и организации антикоммунистической сети. Здесь Калчев был арестован болгарскими властями, осуждён к смерти за военные преступления и повешен в тюрьме :130.

## Сегодня
Клисура была награждена греческим правительством Военным крестом первой степени. 
В сегодняшней Болгарии культивируется культ Калчева — Касторийского Орла, борца за освобождение болгар от греков. В 2010 году на ограде церкви Святого Николая в болгарском городе Балчике, в присутствии официальных лиц и представителей Болгарской церкви и армии установлена мемориальная плита в честь Калчева.